# Clistoabdominalis uzbekistanus
Clistoabdominalis uzbekistanus är en tvåvingeart som först beskrevs av Kozanek 1988.  Clistoabdominalis uzbekistanus ingår i släktet Clistoabdominalis och familjen ögonflugor.
Artens utbredningsområde är Uzbekistan. Inga underarter finns listade i Catalogue of Life.